# María José Urrutia
María José Urrutia, född den 20 mars 1990, är en chilensk fotbollsspelare som spelar för Colo-Colo. 
Som junior representerade Urrutia Chile vid U17-världsmästerskapet i fotboll för damer 2010. Urrutia spelade Chiles alla tre matcher när nationen gjorde sitt första världsmästerskap på seniornivå 2019. Under mästerskapet gjorde hon mål i matchen mot Thailand.